# Eileen Costello

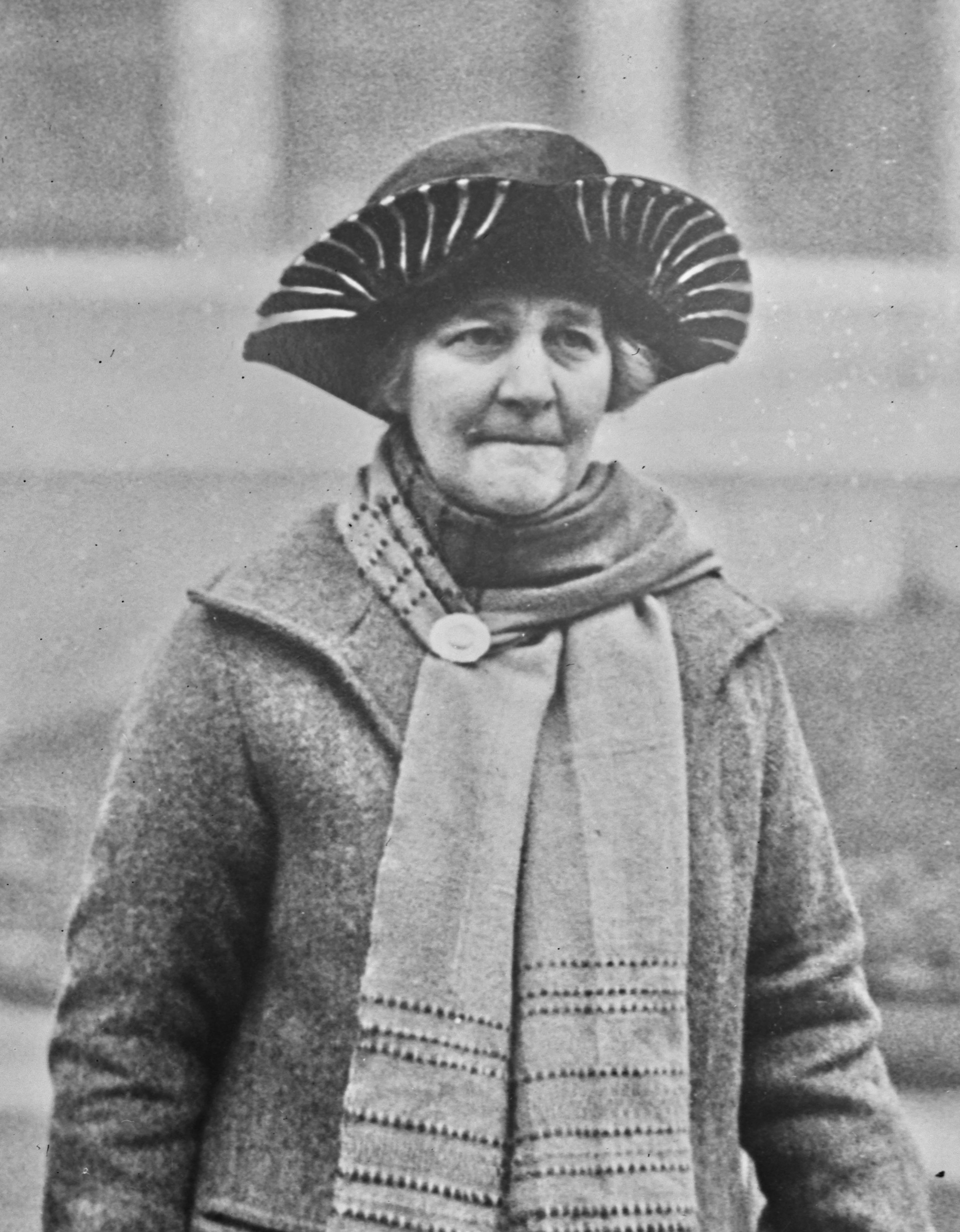
Eileen Costello, 1922

 Eileen Costello (irisch Eibhlín Bean Uí Choisdealbha; * 27. Juni 1870 in London, England; † 4. März 1962 in County Galway, Irland) war eine irische Politikerin, Schriftstellerin, Lehrerin und Volkskundlerin.

## Leben und Werk
Costello wurde als Edith Drury in dem St Pancras Workhouse in London geboren, wo ihr in Limerick geborene Vater Michael Drury als Aufseher arbeitete. Ihre Mutter Agnes Hopton war Waliserin. Costello wurde in London ausgebildet und wurde Lehrerin im London Educational Department. Später war sie Leiterin der St. Michael’s Church of England School in der Buckingham Palace Road.
Sie war Mitglied der verschiedenen irischen Organisationen in London, so auch der Irish Literary Society, und schloss sich 1896 der Organisation Conradh na Gaeilge an, wo sie Irisch lernte. Als Mitglied des Komitees war sie im Mai 1902 Vertreterin der Londoner Zweigstelle auf der Jahresversammlung Ardfheis. Sie arbeitete einige Zeit als stellvertretende Sekretärin der Irish Texts Society (irisch: Cumann na Scríbheann Gaeilge) und als Sekretärin des Wörterbuch-Unterkomitees.
Als sie zum Katholizismus konvertierte, verlor sie ihre Arbeitsstelle. Sie nannte sich Eibhlín Ní Ghliasáin und kam 1903 mit ihrer Schwester Máire Mhic Chormaic nach Irland. Sie wurden von Sir Joseph Glynn nach Tuam (Irland) eingeladen und bei dem Kloster angestellt. 1903 heiratete sie den Arzt Thomas Bodkin Costello (1864–1956), der Historiker und Mitglied der Gaelic League war. Sie bekam mit ihm eine Tochter, die spätere Schriftstellerin Nuala Costello.
1904 begann sie im Gebiet um Tuam Lieder zu sammeln. 1912 schickte sie Summer Will Come an Charlotte Milligan Fox und es wurde in Band X des Irish Folk Song Society Journal veröffentlicht. Ihre Zusammenstellung traditioneller Volkslieder aus den Grafschaften Galway und Mayo wurde 1918 im Irish Folk Song Society Journal und 1923 als eigenständiges Buch unter dem Titel Amhráin Mhuighe Seola veröffentlicht.
Während des irischen Unabhängigkeitskrieges war sie eine Zeitlang Vorsitzende der Tuam Town Commissioners und Mitglied des North Galway Rural District Council und wurde zur Richterin an den republikanischen Gerichten ernannt. Im Dezember 1922 wurde sie als unabhängiges Mitglied als eine von vier Frauen mit Alice Stopford Green, Ellen Cuffe und Jennie Wyse Power in den irischen Seanad Éireann gewählt und bis 1934 wiedergewählt. Sie war eine von nur zwei der weiblichen Senatoren, die sich gegen das Gesetz zur Regulierung des öffentlichen Dienstes aussprachen, welches die Regierung ermächtigte, bestimmte Arbeitsstellen auf bestimmte Geschlechter zu beschränken.

## Veröffentlichungen (Auswahl)
- 1919: Amhráin Mhuighe Seola. Dublin: Candle Press.